# Ringhoffer
Ringhoffer ist der Familienname nobilitierter Industrieller, die aus dem Burgenland stammen, in Prag ansässig wurden und bis 1946 Eigentümer der Ringhoffer-Werke und Großgrundbesitzer in Böhmen waren.

## Herkunft und sozialer Aufstieg
Der Stammvater der Familie, Jakob Ringhoffer (1673–1732), war Schmiedemeister und stammte aus Müllendorf im Burgenland. Sein Enkel Franz (1744–1827) siedelte 1769 nach Prag über. Er errichtete dort zwei Jahre später eine Kupferschmiede, wo er Braupfannen herstellte. Neben seinem Beruf bekleidete er in Prag bereits einige öffentliche Ämter, so war er Vorsteher der Kupferschmiedezunft, ab 1803 im Stadtverordnetenkollegium und später Stadtrat.
Sein Sohn Josef (1785–1845) übernahm den Betrieb und baute ihn weiter aus und errichtete in Kamenitz ein Kupferhammerwerk. Hergestellt wurden dort Einrichtungen für die Zuckerindustrie und Schnapsbrennereien. Im Jahr 1832 erhielt er den Titel Hof-Kupferschmiedemeister. Mit der im Jahr 1843 erhaltenen Fabriksbefugnis durfte er alle Metallgegenstände herstellen.

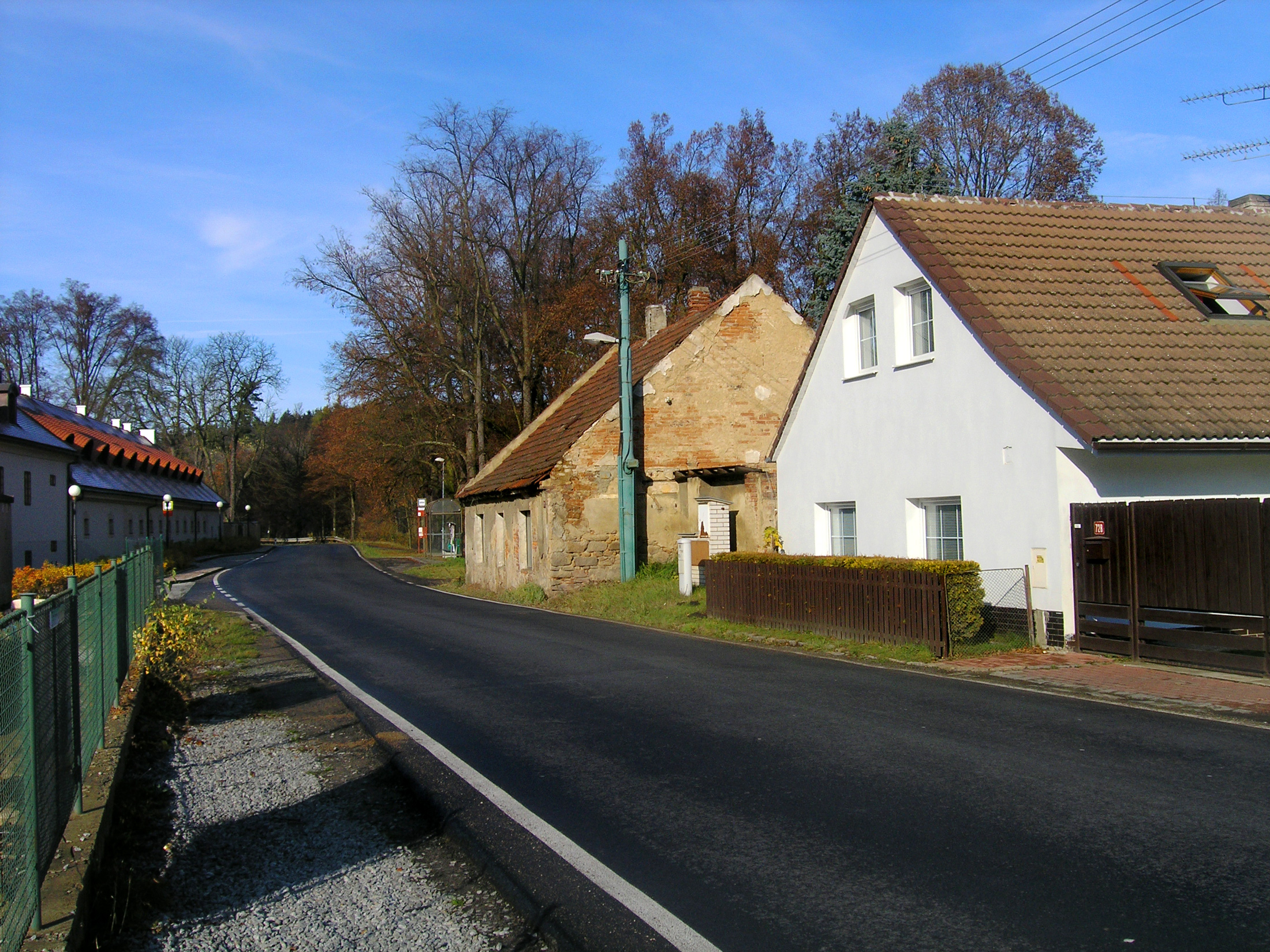
Ringhofferstraße Kamenice

Der Sohn Franz Ringhoffer II. (1817–1873) trat nach der Ausbildung im Prager Polytechnikum in das Unternehmen ein. Verheiratet war er mit der Gutsbesitzertochter Josephine Schallowetz (1822–1896). Er kaufte die Güter Kamenitz, Štiřín, Popowitz, Lojowitz und Pischely. Im Jahr 1852 ließ er in Smíchov ein neues Werk bauen, in dem ab 1854 Eisenbahnwagen gebaut wurden. 1867 wurde die Waggonfabrik F. Ringhoffer Smichow um eine neue Halle und einige Nebenbetriebe erweitert.
Nach seinem Tod baute Franz III. Freiherr von Ringhoffer zusammen mit seinen Brüdern Emanuel und Viktor die Fabrik 1873, trotz Wirtschaftskrise, zur größten Waggonfabrik in Österreich-Ungarn aus. Er gründete 1906/07 zusammen mit der Ersten Böhmisch-Mährischen Maschinenfabrik in Prag den Automobilhersteller Praga.
Sein Sohn Franz Ringhoffer IV. wandelte das Unternehmen 1911 in eine Aktiengesellschaft, die Ringhoffer-Werke AG, um. Dessen Bruder Hans Ringhoffer erwarb ab 1918 nach und nach Aktien aller größerer Waggonhersteller in der Tschechoslowakei. Im Jahr 1935 fusionierten die Ringhoffer-Werke mit der Tatra-Werke AG, Automobil- und Waggonbau, in Kopřivnice. Es entstand der Industriekonzern  Ringhoffer-Tatra AG.

## Familienmitglieder
- Franz Ringhoffer (1744–1827), österreichischer Kupferschmied und Erfinder aus Müllendorf bei Eisenstadt (heute Burgenland), Prager Ratsherr und Vorsteher des Rates der Zunftältesten
- Joseph Ringhoffer (1785–1847) (Sohn des Vorigen), Manufakturunternehmer in Prag und Kupferhammerbesitzer in Kamenitz (Kamenice) in Mittelböhmen, 1832 zum kaiserlich-königlichen Hof-Kupferschmiedemeister ernannt
- Franz Freiherr von Ringhoffer II. (1817–1873), Sohn des Joseph Ringhoffer und Vater des Großindustriellen Franz von Ringhoffer III (Franz Seraph Josef Freiherr von Ringhoffer) (1844–1929), deutschböhmischer Großindustrieller und Besitzer der Herrschaft Kamenic mit Lojovic und den Gütern Gross-Popovic und Stirin, alle im Bezirk Eule in Böhmen. Ritter der Eisernen Krone 2. Klasse und des Franz Joseph-Ordens in Anerkennung seiner Verdienste auf dem Gebiet der Industrie und seines humanitären Wirkens. 1861 Bürgermeister von Smichov, wo er eine Gasanstalt und die Wasserversorgung einrichten ließ. Vertreter der Großgrundbesitzer in der liberalen Verfassungspartei, Abgeordneter im böhmischen Landtag. Laut Diplom des Kaisers Franz Joseph I., datiert vom 3. Januar 1873 wurde er in den österreichischen Freiherrnstand erhoben. (Die Wappen des böhmischen Adels. J. Siebmacher's großes Wappenbuch, Band 30, 1979 Neustadt an der Aisch. Reprographischer Nachdruck von Siebmacher's Wappenbuch Nürnberg IV. Band, 9. Abt. (1886) von Rudolf Johann von Meraviglia-Crivelli, ISBN 3 87947030 8, mit einer Beschreibung des Wappens auf Wappentafel 52)
- Emanuel von Ringhoffer I.  (1823–1903) (Bruder von Franz II.), österr. Techniker und Architekt, Professor der Hochbaukunde, Rektor des k.k. Polytechnischen Instituts (Technische Hochschule) Prag; Nobilitierung am 10. April 1900 (Ritterstand)
- Wilhelm Ringhoffer (1826–1885) (Bruder von Franz II.), Maschinenfabrikant in Prag und Breslau
- Franz von Ringhoffer III. (1844–1909) (Sohn von Franz II.), österreichischer Großindustrieller und Großgrundbesitzer, Mitglied des Herrenhauses des österreichischen Reichsrats auf Lebenszeit (1892), Präsident des Industrierates und des Staatseisenbahnrates, gründete 1906/07 zusammen mit der Ersten Böhmisch-Mährischen Maschinenfabrik in Prag die Automobilherstellerfirma „Praga“, Mitinitiator der Anti-Duell-Liga
- Emanuel von Ringhoffer II. (1848–1923) (Bruder von Franz III.), österr. Großindustrieller, Großgrundbesitzer, Agrarexperte, lebenslängl. Herrenhausmitglied (1912), Vertrauter und Berater des Thronfolgers Erzherzog Franz Ferdinand (von diesem für das Amt des Ackerbauministers vorgesehen)
- Carl Ringhoffer (auch Karl R.) (1854–1906) (Sohn von Wilhelm), Historiker und Schriftsteller in Berlin, Anhänger Bismarcks und Verfasser einer Reihe von Arbeiten zur Geschichte des Hauses Hohenzollern sowie zur europäischen Geschichte des 16. und 17. Jahrhunderts
- Alfred von Ringhoffer (1880–1938), österreichischer Freiherr und Besitzer der Herrschaft Plan und Gottschau
- Felix Ringhoffer (1891–1954) (Sohn von Emanuel II.), Großindustrieller und Brauereibesitzer, Vorsitzender der Dachorganisation der Brauereien und landwirtschaftlichen Verbände in der Tschechoslowakei
- Franz Ringhoffer IV. (1874–1940) (Sohn von Franz III.), Großindustrieller in der Tschechoslowakei, Präsident des Verwaltungsrates der Ringhoffer-Tatra-Werke AG und der Mährisch-Schlesischen Fahrzeugwerke AG (Stauding/Studenka)
- Franz Ringhoffer V. (1902–1937) (Sohn von Franz IV.), Großindustrieller, tschechoslowakischer Golfmeister
- Friedrich Ringhoffer (Bedrich) (1884–1945) (Sohn von Emanuel II.), Großindustrieller, Maschinenbau-Ingenieur
- Hans Freiherr von Ringhoffer (Hanusch) (* 3. Januar 1885 in Prag-Smichov, verstorben am 1. Januar 1947 im Speziallager Nr. 1 Mühlberg des NKWD) ein Sohn des Franz III. Freiherr von Ringhoffer (1844–1909), Großindustrieller und Jurist, seit 1923 Generaldirektor des Ringhoffer-Konzerns, Gouverneur der tschechoslowakischen Nationalbank, Königlicher norwegischer Honorarkonsul. (Prager Nachrichten (1962) Nr. 1, Seite 2–4)
- Ferdinand Wenzel Freiherr von Ringhoffer (1919–1991) (Sohn von Friedrich), Industrieller
- Graf Hans Serényi-Ringhoffer (Großneffe und Adoptivsohn von Hans) (1928–1993)
- Graf Anton Johann Serényi-Ringhoffer (Großneffe und Adoptivsohn von Hans)

Durch das Adelsaufhebungsgesetz in der Tschechoslowakei vom 3. Dezember 1918 wurden der Familien die Adelsprädikate aberkannt.

## Übersicht zur Tätigkeit als Unternehmer bis zur Enteignung des Konzerns 1946

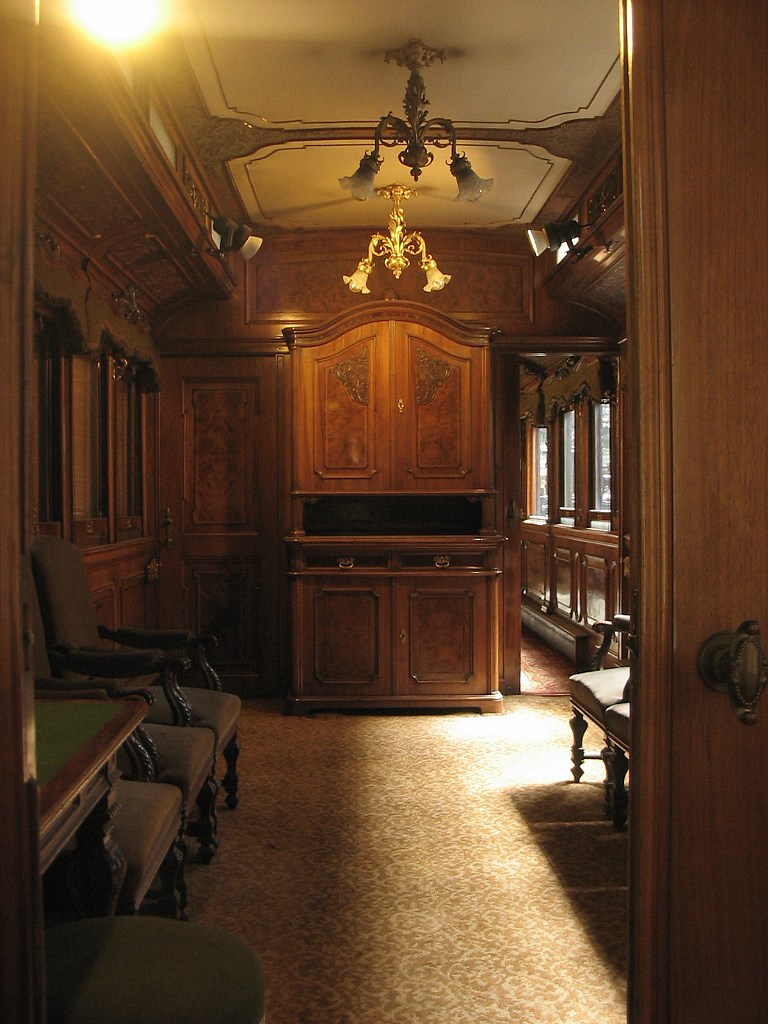
Salonwagen von Kaiser Franz Joseph

Josefs ältester Sohn Franz Ringhoffer II. errichtete einen größeren Betrieb in der Prager Neustadt und baute 1852 eine Fabrik im südwestlichen Vorort Smíchov, die Waggonfabrik F. Ringhoffer Smichow, wo er 1854 mit der Fertigung von Eisenbahnwagen begann, zunächst Güter-, ab 1860 auch Personenwagen. Da es damals die über Smíchov führende Südbahn noch nicht gab, mussten die Waggons durch die Stadtmitte zum 4 km entfernten Kopfbahnhof Prag (heute Masarykovo nádraží, Masaryk-Bahnhof) per Fuhrwerk gebracht werden. 1867 wurde die Fabrik um eine neue Halle und einige Nebenbetriebe erweitert und es wurde mit dem Bau von Salonwagen begonnen (bekannt wurde später der Salonwaggon für Kaiser Franz Joseph I. von 1902), der heute im Technischen Nationalmuseum in Prag ausgestellt ist. Das Unternehmen begann zu exportieren. Ringhoffer wurde Bürgermeister von Smíchov, wo er unter anderem eine moderne Siedlung baute. Unweit von Prag begann er die Brauerei Kozel zu bauen. Vom Kaiser wurde er in den erblichen österreichischen Freiherrnstand erhoben.
Nach seinem Tod 1873 übernahm sein Sohn Franz III. Freiherr von Ringhoffer mit den Brüdern Emanuel und Viktor das Unternehmen. Unter seiner Führung wuchs die Firma zu einem der größten Unternehmen in Österreich-Ungarn. Gebaut wurden nicht nur Schienenfahrzeuge aller Art, Elektrolokomotiven, Triebwagen, Tender für Dampflokomotiven und Straßenbahnen, sondern weiter auch Produktionseinrichtungen für Zuckerfabriken, Brennereien, Brauereien und Kühlanlagen für Kühlhäuser.
1909 übernahm Franz Ringhoffer IV. das Unternehmen, das er 1911 in eine Aktiengesellschaft umwandelte. 1923 erfolgte die Fusion mit der Firma Tatra in Kopřivnice, die außer Kraftfahrzeugen auch Schienenfahrzeuge baute. Von nun an hieß das Unternehmen Ringhoffer-Tatra AG, nach der Übernahme aller in Prag-Smíchov und Nesseldorf (Kopřivnice) sitzenden Unternehmen und 20 Tochtergesellschaften mit rund 30.000 Mitarbeitern, sowie die land- und forstwirtschaftlichen Großbetriebe der Firma F. Ringhoffer, zu denen die Brauerei Groß-Popowitz (Velke Popovice) gehörte.
Nach seinem Tod 1940 übernahm sein jüngerer Bruder Hans (Hanusch) Ringhoffer (1885–1946), der Mitglied der NSDAP gewesen sein soll, die Führung des Konzerns, zu welchem auch die Austro-Tatra, der österreichische Zweig der Tatra-Werke in Wien-Simmering gehörte, und erhielt Aufträge von Albert Speer, Rüstungsminister des Dritten Deutschen Reiches. Damals wurden auch gepanzerte Schienenfahrzeuge gebaut.
Hans (Hanusch) Freiherr von Ringhoffer starb am 31. September [sic?] 1946 im sowjetischen Speziallager Nr. 1 Mühlberg. Die Familienmitglieder der Ringhoffer wurde zu Gunsten der Tschechoslowakei enteignet und im Zuge der Vertreibung der Deutschen aus der Tschechoslowakei nach Österreich abgeschoben.